# Ric Keller
Richard "Ric" Keller, född 5 september 1964 i Johnson City, Tennessee, är en amerikansk republikansk politiker. Han representerade delstaten Floridas åttonde distrikt i USA:s representanthus 2001-2009.
Keller gick i skola i Boone High School i Orlando, Florida. Han avlade 1986 grundexamen vid East Tennessee State University och 1992 juristexamen vid Vanderbilt University. Han arbetade därefter som advokat i Florida.
Kongressledamoten Bill McCollum bestämde sig för att kandidera till senaten i kongressvalet 2000. McCollum förlorade senatsvalet mot demokraten Bill Nelson. Keller kandiderade till representanthuset och besegrade demokraten Linda Chapin med 51% av rösterna mot 49% för Chapin. Keller efterträdde McCollum som kongressledamot i januari 2001. Han omvaldes tre gånger.
Keller kandiderade till en femte mandatperiod i representanthuset i kongressvalet i USA 2008. Han förlorade mot demokraten Alan Grayson med 48% av rösterna mot 52% för Grayson.